# Resclosa del Pont de Roma
La resclosa del Pont de Roma són els vestigis d'una resclosa a l'indret del Pont de Roma, a la Riera de Merlès. Es troba al terme municipal de Borredà (Berguedà) i està inclosa en l'Inventari del Patrimoni Arquitectònic de Catalunya.
Del molí medieval del Pont de Roma només es conserven els forats on s'encastava la resclosa de fusta del molí. Hi ha forats excavats a la roca viva de secció circular que formen dues rengles separades un mig metre, així com les restes del que fou el rec que portava l'aigua al casal moliner.
Tipològicament parlant és un molí alt-medieval, aquestes restes semblen correspondre a un molí de finals del s. X a començaments del s. XI. El lloc de Roma o Comià és documentat des d'aquests segles.